# Iain Stewart (chính khách)
Iain Aitken Stewart (sinh ngày 18 tháng 9 năm 1972) là một chính khách Đảng Bảo thủ Anh và cựu kế toán. Lần đầu tiên ông được bầu làm Nghị sĩ cho Milton Keynes South tại cuộc tổng tuyển cử năm 2010.

## Đầu đời
Stewart sinh ngày 18 tháng 9 năm 1972 tại Scotland và lớn lên ở Hamilton. Ông được đào tạo tư nhân tại Trường Ngữ pháp Hutchesons và học chính trị tại Đại học Exeter trước khi được đào tạo làm kế toán cho Coopers & Lybrand ở Milton Keynes từ năm 1993 đến năm 1994.
Stewart sau đó làm việc cho Đảng Bảo thủ Scotland từ năm 1994 đến 2006, đầu tiên là Trưởng phòng Nghiên cứu, sau đó là Phó Giám đốc và cuối cùng là Giám đốc từ năm 2001 đến 2006. Sau đó, ông làm cộng sự cho công ty tuyển dụng điều hành Odgers Berndtson cho đến khi đắc cử vào năm 2010.

## Đời tư
Ông là người đồng tính công khai và trước đây là Phó chủ tịch (Chính trị) của LGBTory, Nhóm LGBT Bảo thủ. Ông hiện là Người bảo trợ của nhóm. Trong bài phát biểu đầu tiên của mình trước hạ viện, vào ngày 25 tháng 6 năm 2010, ông đã bày tỏ lòng kính trọng đối với Alan Turing, và lời xin lỗi chính thức của Gordon Brown về cuộc đàn áp của nhà nước đối với Turing. Ông đã nói về cách ông bị bắt nạt ở trường vì là người đồng tính và về tác động của bắt nạt đồng tính trong trường học. Ông đã lọt vào danh sách rút ngắn của Stonewall 'Chính khách của năm' 2012.